# Allium aybukeae
Allium aybukeae — вид трав'янистих рослин родини амарилісові (Amaryllidaceae), ендемік Туреччини.

## Опис
Стебло злегка вигнуте. Листя плоске, жолобчасте, коротше, ніж суцвіття. Зонтик діаметром (1.25)1.5(1.75) см. Оцвітина завдовжки 4–5 мм. 

## Поширення
Ендемік Туреччини (південна й центральна Анатолія).